# Around the World (Natalie La Rose)
Around the World è un singolo della cantante olandese Natalie La Rose, pubblicato il 5 giugno 2015.
Il brano vede la partecipazione del rapper statunitense Fetty Wap.

## Video musicale
Il video musicale, diretto da Hannah Lux Davis, è stato reso disponibile il 24 luglio 2015.

## Tracce
Testi e musiche di B. Maxwell, Justin Franks, KnocDown, Marco Borrero, Max Martin, Rickard Goransson e Savan Kotecha.
1. Around the World (feat. Fetty Wap) – 3:36

## Formazione
Musicisti
- Natalie La Rose – voce
- Fetty Wap – voce aggiuntiva
- KnocDown – cori, pianoforte, programmazione
- Rickard Goransson – cori
- Savan Kotecha – cori
- Chau Phan – cori
- Doris Sandberg – cori
- Mag – pianoforte, programmazione

Produzione
- KnocDown – produzione
- Max Martin – produzione
- Mag – produzione
- Peter Carlsson – produzione
- Cory Bice – ingegneria del suono
- Sam Holland – ingegneria del suono
- Șerban Ghenea – missaggio
- John Hanes – assistenza al missaggio

## Classifiche
| Classifica (2015) | Posizione massima |
| ----------------- | ----------------- |
| Belgio (Fiandre)  | 77                |
| Belgio (Vallonia) | 73                |
| Irlanda           | 85                |
| Regno Unito       | 14                |
| Stati Uniti       | 103               |